# Vanilla hostmannii
Vanilla hostmannii är en orkidéart som beskrevs av Robert Allen Rolfe. Vanilla hostmannii ingår i släktet Vanilla och familjen orkidéer. Inga underarter finns listade i Catalogue of Life.